# Светичко Храшће
Светичко Храшће је насељено место у саставу града Озља у Карловачкој жупанији, Хрватска. До територијалне реорганизације у Хрватској налазило се у саставу старе општине Озаљ.

## Становништво
На попису становништва 2011. године, Светичко Храшће је имало 127 становника.

## Попис1991.
На попису становништва 1991. године, насељено место Светичко Храшће је имало 233 становника, следећег националног састава:
| Попис 1991.‍ | Попис 1991.‍ | Попис 1991.‍ | Попис 1991.‍ | Попис 1991.‍ |
| ----------- | ----------- | ----------- | ----------- | ----------- |
|             |             |             |             |             |
| Хрвати      | Хрвати      |             | 230         | 98,71%      |
| Црногорци   | Црногорци   |             | 1           | 0,42%       |
| непознато   | непознато   |             | 2           | 0,85%       |
| укупно: 233 |             |             |             |             |